# Dicranomyia (Dicranomyia) longipennis
Dicranomyia (Dicranomyia) longipennis is een tweevleugelige uit de familie steltmuggen (Limoniidae). De soort komt voor in het Palearctisch, Nearctisch en Oriëntaals gebied.